# Crossaster penicillatus
Crossaster penicillatus är en sjöstjärneart som beskrevs av Percy Sladen 1889. Crossaster penicillatus ingår i släktet Crossaster och familjen solsjöstjärnor. Inga underarter finns listade i Catalogue of Life.